# Arcidiocesi di Germa di Ellesponto
L'arcidiocesi di Germa di Ellesponto (in latino Archidioecesis Germensis in Hellesponto) è una sede soppressa del patriarcato di Costantinopoli e sede titolare della Chiesa cattolica.

## Storia
Germa di Ellesponto, identificabile con le rovine di Germaslu (Kirmasti, Girmas) nell'odierna Turchia, è un'antica sede arcivescovile della provincia romana dell'Ellesponto nella diocesi civile di Asia e nel patriarcato di Costantinopoli. Inizialmente era suffraganea dell'arcidiocesi di Cizico.
La diocesi è documentata nelle Notitiae Episcopatuum del patriarcato di Costantinopoli fino al XIV secolo.
Diversi sono i vescovi documentati di questa antica sede episcopale. Nella sua Historia ecclesiastica, lo storico greco Socrate Scolastico parla del vescovo Antonino, che fu ucciso attorno al 429 nella lotta tra sostenitori e oppositori di Nestorio.
Probabile suo successore fu Timoteo, documentato in diverse occasioni dal 431 al 458. Il 21 giugno 431 sottoscrisse, assieme ad altri prelati, una lettera di protesta inviata a Cirillo di Alessandria e a Giovenale di Gerusalemme contro la convocazione unilaterale di un concilio ad Efeso per il giorno seguente. Sembra tuttavia che Timoteo si allineò al partito cirilliano; infatti prese parte al concilio efesino, durante il quale ebbe anche un ruolo di una certa importanza. Assieme a Daniele di Colonia e Commodo di Tripoli fece parte della delegazione inviata a convincere alcuni anticirilliani a partecipare al concilio, missione che non ebbe tuttavia alcun effetto. Timoteo non prese parte al concilio di Calcedonia del 451; nelle solenni sessioni del 25 e del 31 ottobre fu il metropolita Diogene di Cizico a sottoscrivere gli atti al posto del suo suffraganeo. Infine sottoscrisse nel 458 la lettera dei vescovi dell'Ellesponto all'imperatore Leone dopo la morte di Proterio di Alessandria.
Successore di Timoteo fu Ipazio, che sottoscrisse il decreto sinodale di Gennadio I di Costantinopoli contro i simoniaci nel 458/459. Epitincano partecipò al concilio di Costantinopoli riunito nel 536 dal patriarca Mena per condannare Severo di Antiochia e i suoi sostenitori, l'ex patriarca Antimo, il monaco siriano Zoora e Pietro di Apamea. Paolo sottoscrisse gli atti del concilio in Trullo del 691/692. Teodoro assistette al secondo concilio di Nicea nel 787.
Nel corso del IX secolo Germa fu elevata al rango di arcidiocesi immediatamente soggetta al patriarcato. Di questo periodo si conoscono tre arcivescovi: Stefano, che partecipò al concilio dell'879-880 che riabilitò il patriarca Fozio di Costantinopoli; Eustazio, che prese parte ai sinodi di Costantinopoli del 1071 e del 1072 indetti dal patriarca Giovanni VIII Xifilino; infine Giovanni, che nel maggio del 1216 partecipò ad un sinodo a Efeso, convocato in vista dell'elezione del nuovo patriarca di Costantinopoli.
Dal 1933 Germa di Ellesponto è annoverata tra sedi arcivescovili titolari della Chiesa cattolica; la sede è vacante dal 23 novembre 1974.

## Cronotassi

### Vescovi e arcivescovi greci
- Antonino † (? - circa 429 deceduto)
- Timoteo † (prima del 431 - 458)
- Ipazio † (menzionato nel 458/459)
- Epitincano † (menzionato nel 536)
- Paolo † (prima del 691 - dopo il 692)
- Teodoro † (menzionato nel 787)
- Stefano † (menzionato nell'879)
- Eustazio † (prima del 1071 - dopo il 1072)
- Giovanni † (menzionato nel 1216)

### Arcivescovi titolari
- Giuseppe Mazzoli † (15 dicembre 1934 - 8 dicembre 1945 deceduto)
- Lorenzo Gargiulo † (4 ottobre 1947 - 24 febbraio 1966 succeduto arcivescovo di Gaeta)